# Caroline Mathilde van Wales
Caroline Mathilde van Wales (Londen, 11 juni 1751 — Celle, 10 mei 1775) was een Britse prinses.
Zij was de jongste dochter van kroonprins Frederik, prins van Wales en prinses Augusta van Saksen-Gotha. Haar vader overleed plotseling, drie maanden voor haar geboorte. Daarop werd haar broer, George, de nieuwe prins van Wales. Zijzelf zou steeds worden aangeduid als Caroline Mathilde van Wales.
Op vijftienjarige leeftijd - op 8 november 1766 - trouwde ze met haar neef, de Deense koning Christiaan VII.
Het paar kreeg twee kinderen:
- Frederik (28 januari 1768 - 3 december 1839), hij werd na de dood van zijn vader in 1808 koning van Denemarken
- Louise Augusta (7 juli 1771 - 13 januari 1843), zij trad in het huwelijk met Frederik Christiaan II van Sleeswijk-Holstein-Sonderburg-Augustenburg

Christiaan VII leed onderwijl aan sterk verzwakte mentale vermogens en de regering van het land was feitelijk in haar handen, tezamen met konings lijfarts, Johann Friedrich Struensee, met wie ze een geheime verhouding had. Deze lijfarts trachtte de ideeën van de verlichting in Denemarken ingang te doen vinden. Dit stuitte op weerstand binnen het hof. In het bijzonder de stiefmoeder van de koning, koningin-weduwe Juliana Maria, had duidelijk andere plannen voor haar eigen zoon, erfprins Frederik. Zij zorgde ervoor dat de verhouding van Struensee met Caroline Mathilde bekend werd. Struensee werd op beschuldiging van majesteitsschennis onthoofd.
Het huwelijk tussen Caroline Mathilde en Christiaan VII werd vervolgens ontbonden. Caroline Mathilde werd van het hof verbannen. Over haar lot werd langdurig onderhandeld tussen Engeland en Denemarken. Zij werd ten slotte naar Celle bij Hannover gebracht waar ze tot haar dood in het kasteel woonde. Op 10 mei 1775 overleed ze onverwacht aan een besmettelijke koortsziekte. Ze was toen drieëntwintig jaar oud. Ze heeft haar kinderen nooit teruggezien.
Deze periode wordt beschreven in de roman Het bezoek van de lijfarts, van de Zweedse schrijver Per Olov Enquist. Ook is er een film over gemaakt, genaamd En kongelig affære.

## Kwartierstaat (voorouders)
| George I van Groot-Brittannië (1660-1727)  | George I van Groot-Brittannië (1660-1727)  | George I van Groot-Brittannië (1660-1727)  | George I van Groot-Brittannië (1660-1727)  | George I van Groot-Brittannië (1660-1727)  | George I van Groot-Brittannië (1660-1727)  | Sophia Dorothea van Celle (1666–1727)      | Sophia Dorothea van Celle (1666–1727)      | Sophia Dorothea van Celle (1666–1727)              | Sophia Dorothea van Celle (1666–1727)              | Sophia Dorothea van Celle (1666–1727)              | Sophia Dorothea van Celle (1666–1727)              |                                                    |                                                    | Johan Frederik van Brandenburg-Ansbach (1654-1686) | Johan Frederik van Brandenburg-Ansbach (1654-1686) | Johan Frederik van Brandenburg-Ansbach (1654-1686) | Johan Frederik van Brandenburg-Ansbach (1654-1686) | Johan Frederik van Brandenburg-Ansbach (1654-1686) | Johan Frederik van Brandenburg-Ansbach (1654-1686) | Eleonora Erdmuthe Louisa van Saksen-Eisenach (1662-1696) | Eleonora Erdmuthe Louisa van Saksen-Eisenach (1662-1696) | Eleonora Erdmuthe Louisa van Saksen-Eisenach (1662-1696) | Eleonora Erdmuthe Louisa van Saksen-Eisenach (1662-1696) | Eleonora Erdmuthe Louisa van Saksen-Eisenach (1662-1696) | Eleonora Erdmuthe Louisa van Saksen-Eisenach (1662-1696) |                                           |                                           | Frederik I van Saksen-Gotha-Altenburg (1646-1691) | Frederik I van Saksen-Gotha-Altenburg (1646-1691) | Frederik I van Saksen-Gotha-Altenburg (1646-1691) | Frederik I van Saksen-Gotha-Altenburg (1646-1691) | Frederik I van Saksen-Gotha-Altenburg (1646-1691)         | Frederik I van Saksen-Gotha-Altenburg (1646-1691)         | Magdalena Sibylla van Saksen-Weißenfels (1648–1681)       | Magdalena Sibylla van Saksen-Weißenfels (1648–1681)       | Magdalena Sibylla van Saksen-Weißenfels (1648–1681)       | Magdalena Sibylla van Saksen-Weißenfels (1648–1681)       | Magdalena Sibylla van Saksen-Weißenfels (1648–1681) | Magdalena Sibylla van Saksen-Weißenfels (1648–1681) |                                         |                                         | Karel Willem van Anhalt-Zerbst (1652-1718) | Karel Willem van Anhalt-Zerbst (1652-1718) | Karel Willem van Anhalt-Zerbst (1652-1718)      | Karel Willem van Anhalt-Zerbst (1652-1718)      | Karel Willem van Anhalt-Zerbst (1652-1718)      | Karel Willem van Anhalt-Zerbst (1652-1718)      | Sophia van Saksen-Weißenfels (1654–1724)        | Sophia van Saksen-Weißenfels (1654–1724)        | Sophia van Saksen-Weißenfels (1654–1724) | Sophia van Saksen-Weißenfels (1654–1724) | Sophia van Saksen-Weißenfels (1654–1724) | Sophia van Saksen-Weißenfels (1654–1724) |  |  |  |  |  |  |  |  |  |  |  |  |  |  |  |  |  |  |  |  |  |  |  |  |  |  |  |  |  |  |  |  |  |  |  |  |  |  |  |  |  |  |  |  |  |  |  |  |
| George I van Groot-Brittannië (1660-1727)  | George I van Groot-Brittannië (1660-1727)  | George I van Groot-Brittannië (1660-1727)  | George I van Groot-Brittannië (1660-1727)  | George I van Groot-Brittannië (1660-1727)  | George I van Groot-Brittannië (1660-1727)  | Sophia Dorothea van Celle (1666–1727)      | Sophia Dorothea van Celle (1666–1727)      | Sophia Dorothea van Celle (1666–1727)              | Sophia Dorothea van Celle (1666–1727)              | Sophia Dorothea van Celle (1666–1727)              | Sophia Dorothea van Celle (1666–1727)              |                                                    |                                                    | Johan Frederik van Brandenburg-Ansbach (1654-1686) | Johan Frederik van Brandenburg-Ansbach (1654-1686) | Johan Frederik van Brandenburg-Ansbach (1654-1686) | Johan Frederik van Brandenburg-Ansbach (1654-1686) | Johan Frederik van Brandenburg-Ansbach (1654-1686) | Johan Frederik van Brandenburg-Ansbach (1654-1686) | Eleonora Erdmuthe Louisa van Saksen-Eisenach (1662-1696) | Eleonora Erdmuthe Louisa van Saksen-Eisenach (1662-1696) | Eleonora Erdmuthe Louisa van Saksen-Eisenach (1662-1696) | Eleonora Erdmuthe Louisa van Saksen-Eisenach (1662-1696) | Eleonora Erdmuthe Louisa van Saksen-Eisenach (1662-1696) | Eleonora Erdmuthe Louisa van Saksen-Eisenach (1662-1696) |                                           |                                           | Frederik I van Saksen-Gotha-Altenburg (1646-1691) | Frederik I van Saksen-Gotha-Altenburg (1646-1691) | Frederik I van Saksen-Gotha-Altenburg (1646-1691) | Frederik I van Saksen-Gotha-Altenburg (1646-1691) | Frederik I van Saksen-Gotha-Altenburg (1646-1691)         | Frederik I van Saksen-Gotha-Altenburg (1646-1691)         | Magdalena Sibylla van Saksen-Weißenfels (1648–1681)       | Magdalena Sibylla van Saksen-Weißenfels (1648–1681)       | Magdalena Sibylla van Saksen-Weißenfels (1648–1681)       | Magdalena Sibylla van Saksen-Weißenfels (1648–1681)       | Magdalena Sibylla van Saksen-Weißenfels (1648–1681) | Magdalena Sibylla van Saksen-Weißenfels (1648–1681) |                                         |                                         | Karel Willem van Anhalt-Zerbst (1652-1718) | Karel Willem van Anhalt-Zerbst (1652-1718) | Karel Willem van Anhalt-Zerbst (1652-1718)      | Karel Willem van Anhalt-Zerbst (1652-1718)      | Karel Willem van Anhalt-Zerbst (1652-1718)      | Karel Willem van Anhalt-Zerbst (1652-1718)      | Sophia van Saksen-Weißenfels (1654–1724)        | Sophia van Saksen-Weißenfels (1654–1724)        | Sophia van Saksen-Weißenfels (1654–1724) | Sophia van Saksen-Weißenfels (1654–1724) | Sophia van Saksen-Weißenfels (1654–1724) | Sophia van Saksen-Weißenfels (1654–1724) |  |  |  |  |  |  |  |  |  |  |  |  |  |  |  |  |  |  |  |  |  |  |  |  |  |  |  |  |  |  |  |  |  |  |  |  |  |  |  |  |  |  |  |  |  |  |  |  |
|                                            |                                            |                                            |                                            |                                            |                                            |                                            |                                            |                                                    |                                                    |                                                    |                                                    |                                                    |                                                    |                                                    |                                                    |                                                    |                                                    |                                                    |                                                    |                                                          |                                                          |                                                          |                                                          |                                                          |                                                          |                                           |                                           |                                                   |                                                   |                                                   |                                                   |                                                           |                                                           |                                                           |                                                           |                                                           |                                                           |                                                     |                                                     |                                         |                                         |                                            |                                            |                                                 |                                                 |                                                 |                                                 |                                                 |                                                 |                                          |                                          |                                          |                                          |  |  |  |  |  |  |  |  |  |  |  |  |  |  |  |  |  |  |  |  |  |  |  |  |  |  |  |  |  |  |  |  |  |  |  |  |  |  |  |  |  |  |  |  |  |  |  |  |
|                                            |                                            |                                            |                                            | George II van Groot-Brittannië (1683-1760) | George II van Groot-Brittannië (1683-1760) | George II van Groot-Brittannië (1683-1760) | George II van Groot-Brittannië (1683-1760) | George II van Groot-Brittannië (1683-1760)         | George II van Groot-Brittannië (1683-1760)         |                                                    |                                                    |                                                    |                                                    |                                                    |                                                    | Caroline van Brandenburg-Ansbach (1683-1737)       | Caroline van Brandenburg-Ansbach (1683-1737)       | Caroline van Brandenburg-Ansbach (1683-1737)       | Caroline van Brandenburg-Ansbach (1683-1737)       | Caroline van Brandenburg-Ansbach (1683-1737)             | Caroline van Brandenburg-Ansbach (1683-1737)             |                                                          |                                                          |                                                          |                                                          |                                           |                                           |                                                   |                                                   |                                                   |                                                   | Frederik II van Saksen-Gotha-Altenburg (1676-1732)        | Frederik II van Saksen-Gotha-Altenburg (1676-1732)        | Frederik II van Saksen-Gotha-Altenburg (1676-1732)        | Frederik II van Saksen-Gotha-Altenburg (1676-1732)        | Frederik II van Saksen-Gotha-Altenburg (1676-1732)        | Frederik II van Saksen-Gotha-Altenburg (1676-1732)        |                                                     |                                                     |                                         |                                         |                                            |                                            | Magdalena Augusta van Anhalt-Zerbst (1679-1740) | Magdalena Augusta van Anhalt-Zerbst (1679-1740) | Magdalena Augusta van Anhalt-Zerbst (1679-1740) | Magdalena Augusta van Anhalt-Zerbst (1679-1740) | Magdalena Augusta van Anhalt-Zerbst (1679-1740) | Magdalena Augusta van Anhalt-Zerbst (1679-1740) |                                          |                                          |                                          |                                          |  |  |  |  |  |  |  |  |  |  |  |  |  |  |  |  |  |  |  |  |  |  |  |  |  |  |  |  |  |  |  |  |  |  |  |  |  |  |  |  |  |  |  |  |  |  |  |  |
|                                            |                                            |                                            |                                            | George II van Groot-Brittannië (1683-1760) | George II van Groot-Brittannië (1683-1760) | George II van Groot-Brittannië (1683-1760) | George II van Groot-Brittannië (1683-1760) | George II van Groot-Brittannië (1683-1760)         | George II van Groot-Brittannië (1683-1760)         |                                                    |                                                    |                                                    |                                                    |                                                    |                                                    | Caroline van Brandenburg-Ansbach (1683-1737)       | Caroline van Brandenburg-Ansbach (1683-1737)       | Caroline van Brandenburg-Ansbach (1683-1737)       | Caroline van Brandenburg-Ansbach (1683-1737)       | Caroline van Brandenburg-Ansbach (1683-1737)             | Caroline van Brandenburg-Ansbach (1683-1737)             |                                                          |                                                          |                                                          |                                                          |                                           |                                           |                                                   |                                                   |                                                   |                                                   | Frederik II van Saksen-Gotha-Altenburg (1676-1732)        | Frederik II van Saksen-Gotha-Altenburg (1676-1732)        | Frederik II van Saksen-Gotha-Altenburg (1676-1732)        | Frederik II van Saksen-Gotha-Altenburg (1676-1732)        | Frederik II van Saksen-Gotha-Altenburg (1676-1732)        | Frederik II van Saksen-Gotha-Altenburg (1676-1732)        |                                                     |                                                     |                                         |                                         |                                            |                                            | Magdalena Augusta van Anhalt-Zerbst (1679-1740) | Magdalena Augusta van Anhalt-Zerbst (1679-1740) | Magdalena Augusta van Anhalt-Zerbst (1679-1740) | Magdalena Augusta van Anhalt-Zerbst (1679-1740) | Magdalena Augusta van Anhalt-Zerbst (1679-1740) | Magdalena Augusta van Anhalt-Zerbst (1679-1740) |                                          |                                          |                                          |                                          |  |  |  |  |  |  |  |  |  |  |  |  |  |  |  |  |  |  |  |  |  |  |  |  |  |  |  |  |  |  |  |  |  |  |  |  |  |  |  |  |  |  |  |  |  |  |  |  |
|                                            |                                            |                                            |                                            |                                            |                                            |                                            |                                            |                                                    |                                                    | Frederik van Groot-Brittannië (1707-1751)          | Frederik van Groot-Brittannië (1707-1751)          | Frederik van Groot-Brittannië (1707-1751)          | Frederik van Groot-Brittannië (1707-1751)          | Frederik van Groot-Brittannië (1707-1751)          | Frederik van Groot-Brittannië (1707-1751)          |                                                    |                                                    |                                                    |                                                    |                                                          |                                                          |                                                          |                                                          |                                                          |                                                          |                                           |                                           |                                                   |                                                   |                                                   |                                                   |                                                           |                                                           |                                                           |                                                           |                                                           |                                                           | Augusta van Saksen-Gotha (1719-1772)                | Augusta van Saksen-Gotha (1719-1772)                | Augusta van Saksen-Gotha (1719-1772)    | Augusta van Saksen-Gotha (1719-1772)    | Augusta van Saksen-Gotha (1719-1772)       | Augusta van Saksen-Gotha (1719-1772)       |                                                 |                                                 |                                                 |                                                 |                                                 |                                                 |                                          |                                          |                                          |                                          |  |  |  |  |  |  |  |  |  |  |  |  |  |  |  |  |  |  |  |  |  |  |  |  |  |  |  |  |  |  |  |  |  |  |  |  |  |  |  |  |  |  |  |  |  |  |  |  |
|                                            |                                            |                                            |                                            |                                            |                                            |                                            |                                            |                                                    |                                                    | Frederik van Groot-Brittannië (1707-1751)          | Frederik van Groot-Brittannië (1707-1751)          | Frederik van Groot-Brittannië (1707-1751)          | Frederik van Groot-Brittannië (1707-1751)          | Frederik van Groot-Brittannië (1707-1751)          | Frederik van Groot-Brittannië (1707-1751)          |                                                    |                                                    |                                                    |                                                    |                                                          |                                                          |                                                          |                                                          |                                                          |                                                          |                                           |                                           |                                                   |                                                   |                                                   |                                                   |                                                           |                                                           |                                                           |                                                           |                                                           |                                                           | Augusta van Saksen-Gotha (1719-1772)                | Augusta van Saksen-Gotha (1719-1772)                | Augusta van Saksen-Gotha (1719-1772)    | Augusta van Saksen-Gotha (1719-1772)    | Augusta van Saksen-Gotha (1719-1772)       | Augusta van Saksen-Gotha (1719-1772)       |                                                 |                                                 |                                                 |                                                 |                                                 |                                                 |                                          |                                          |                                          |                                          |  |  |  |  |  |  |  |  |  |  |  |  |  |  |  |  |  |  |  |  |  |  |  |  |  |  |  |  |  |  |  |  |  |  |  |  |  |  |  |  |  |  |  |  |  |  |  |  |
|                                            |                                            |                                            |                                            |                                            |                                            |                                            |                                            |                                                    |                                                    |                                                    |                                                    |                                                    |                                                    |                                                    |                                                    |                                                    |                                                    |                                                    |                                                    |                                                          |                                                          |                                                          |                                                          |                                                          |                                                          |                                           |                                           |                                                   |                                                   |                                                   |                                                   |                                                           |                                                           |                                                           |                                                           |                                                           |                                                           |                                                     |                                                     |                                         |                                         |                                            |                                            |                                                 |                                                 |                                                 |                                                 |                                                 |                                                 |                                          |                                          |                                          |                                          |  |  |  |  |  |  |  |  |  |  |  |  |  |  |  |  |  |  |  |  |  |  |  |  |  |  |  |  |  |  |  |  |  |  |  |  |  |  |  |  |  |  |  |  |  |  |  |  |
|                                            |                                            |                                            |                                            |                                            |                                            |                                            |                                            |                                                    |                                                    |                                                    |                                                    |                                                    |                                                    |                                                    |                                                    |                                                    |                                                    |                                                    |                                                    |                                                          |                                                          |                                                          |                                                          |                                                          |                                                          |                                           |                                           |                                                   |                                                   |                                                   |                                                   |                                                           |                                                           |                                                           |                                                           |                                                           |                                                           |                                                     |                                                     |                                         |                                         |                                            |                                            |                                                 |                                                 |                                                 |                                                 |                                                 |                                                 |                                          |                                          |                                          |                                          |  |  |  |  |  |  |  |  |  |  |  |  |  |  |  |  |  |  |  |  |  |  |  |  |  |  |  |  |  |  |  |  |  |  |  |  |  |  |  |  |  |  |  |  |  |  |  |  |
| Augusta Frederika van Hannover (1737-1813) | Augusta Frederika van Hannover (1737-1813) | Augusta Frederika van Hannover (1737-1813) | Augusta Frederika van Hannover (1737-1813) | Augusta Frederika van Hannover (1737-1813) | Augusta Frederika van Hannover (1737-1813) |                                            |                                            | George III van het Verenigd Koninkrijk (1738-1820) | George III van het Verenigd Koninkrijk (1738-1820) | George III van het Verenigd Koninkrijk (1738-1820) | George III van het Verenigd Koninkrijk (1738-1820) | George III van het Verenigd Koninkrijk (1738-1820) | George III van het Verenigd Koninkrijk (1738-1820) |                                                    |                                                    | Eduard van York (1739-1767)                        | Eduard van York (1739-1767)                        | Eduard van York (1739-1767)                        | Eduard van York (1739-1767)                        | Eduard van York (1739-1767)                              | Eduard van York (1739-1767)                              |                                                          |                                                          | Willem Hendrik van Gloucester (1743-1805)                | Willem Hendrik van Gloucester (1743-1805)                | Willem Hendrik van Gloucester (1743-1805) | Willem Hendrik van Gloucester (1743-1805) | Willem Hendrik van Gloucester (1743-1805)         | Willem Hendrik van Gloucester (1743-1805)         |                                                   |                                                   | Hendrik Frederik van Cumberland en Strathearn (1745-1790) | Hendrik Frederik van Cumberland en Strathearn (1745-1790) | Hendrik Frederik van Cumberland en Strathearn (1745-1790) | Hendrik Frederik van Cumberland en Strathearn (1745-1790) | Hendrik Frederik van Cumberland en Strathearn (1745-1790) | Hendrik Frederik van Cumberland en Strathearn (1745-1790) |                                                     |                                                     | Caroline Mathilde van Wales (1751-1775) | Caroline Mathilde van Wales (1751-1775) | Caroline Mathilde van Wales (1751-1775)    | Caroline Mathilde van Wales (1751-1775)    | Caroline Mathilde van Wales (1751-1775)         | Caroline Mathilde van Wales (1751-1775)         |                                                 |                                                 | ... + 2 zusters en 1 broer                      | ... + 2 zusters en 1 broer                      | ... + 2 zusters en 1 broer               | ... + 2 zusters en 1 broer               | ... + 2 zusters en 1 broer               | ... + 2 zusters en 1 broer               |  |  |  |  |  |  |  |  |  |  |  |  |  |  |  |  |  |  |  |  |  |  |  |  |  |  |  |  |  |  |  |  |  |  |  |  |  |  |  |  |  |  |  |  |  |  |  |  |

- Bibliothèque nationale de France: cb133276523 (data)
- Gemeinsame Normdatei: 11866722X
- International Standard Name Identifier: 0000 0000 6628 8183
- Library of Congress Control Number: n50051520
- Bibliotheek van het Japanse parlement: 01072566
- Nationale Bibliotheek van Tsjechië: ola2015881074
- Nationale Bibliotheek van Israël: 987007259567605171
- Nationale Bibliotheek van Polen: a0000002726657
- Nederlandse Thesaurus van Auteursnamen: 073581364
- Istituto Centrale per il Catalogo Unico: LIAV328655
- LIBRIS: 304268
- Système universitaire de documentation: 035659793
- Virtual International Authority File: 25396234
- WorldCat: E39PBJkp8YBJdb4yrmYTCt7GpP